# HD83794
HD83794 — хімічно пекулярна зоря спектрального класу A2, що має видиму зоряну величину в смузі V приблизно  8,0.
Вона  розташована на відстані близько 443,1 світлових років від Сонця.